# Glaciar Neumayer
El Glaciar Neumayer (en inglés: Neumayer Glacier) es un glaciar, de 15 km (8 millas náuticas) de largo y 3,7 km (2 millas náuticas) de ancho, que fluye hacia el este a lo largo del flanco norte de la Cordillera de San Telmo en el lado oeste de la cabeza de la bahía Grande, de la isla San Pedro del archipiélago de las Georgias del Sur. Además se encuentra al norte del glaciar Geikie.
Fue trazado por la Expedición Antártica Sueca bajo Otto Nordenskiöld, 1901-1904, y se le puso el nombre de Georg von Neumayer. 
Entre 2005 y 2009, el glaciar retrocedió 1 kilómetros (0.62 millas). Y en una comparación más reciente (2000-2016) se observa que el glaciar ha retrocedido más de 4 kilómetros en 16 años.

## Galería

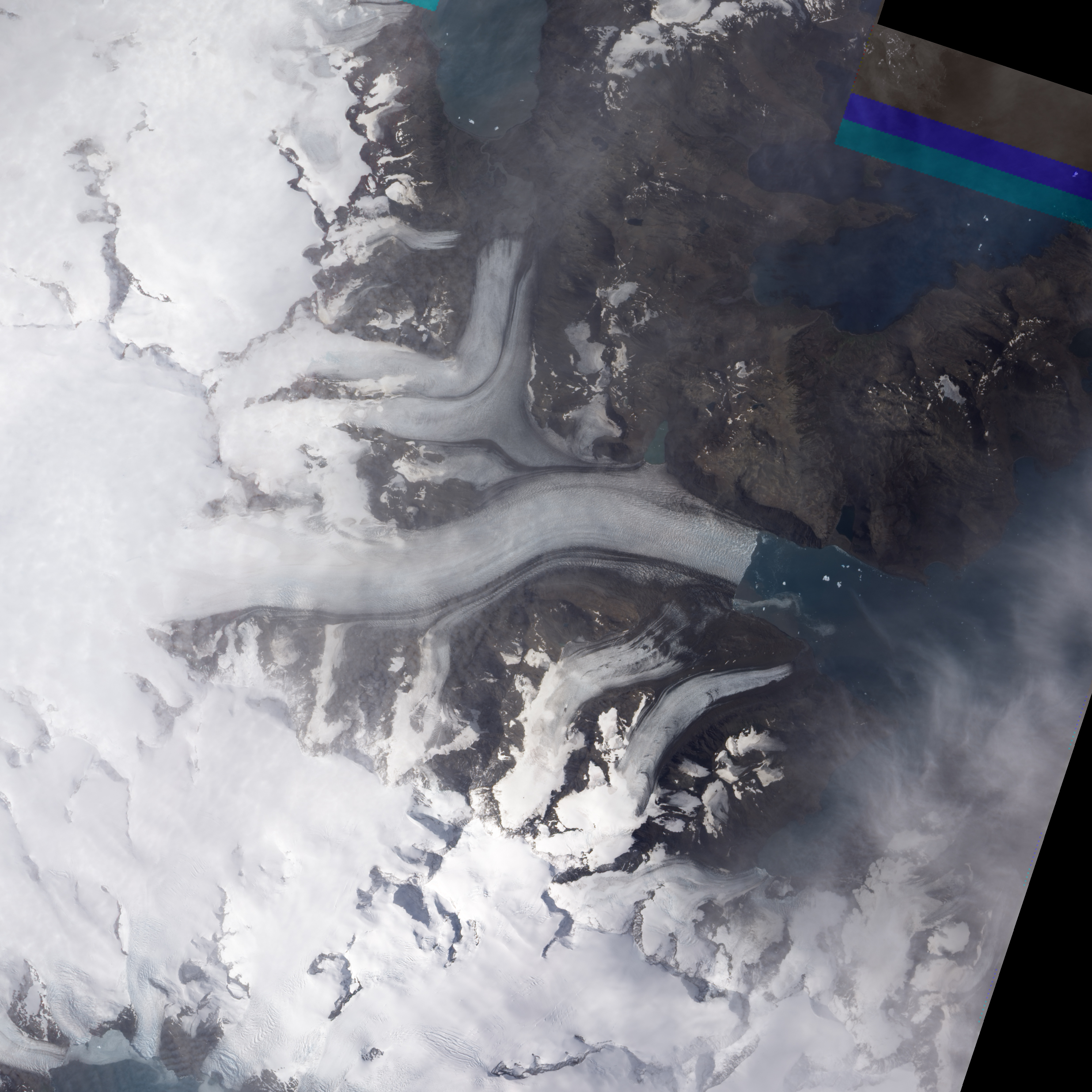
El glaciar en 2005.
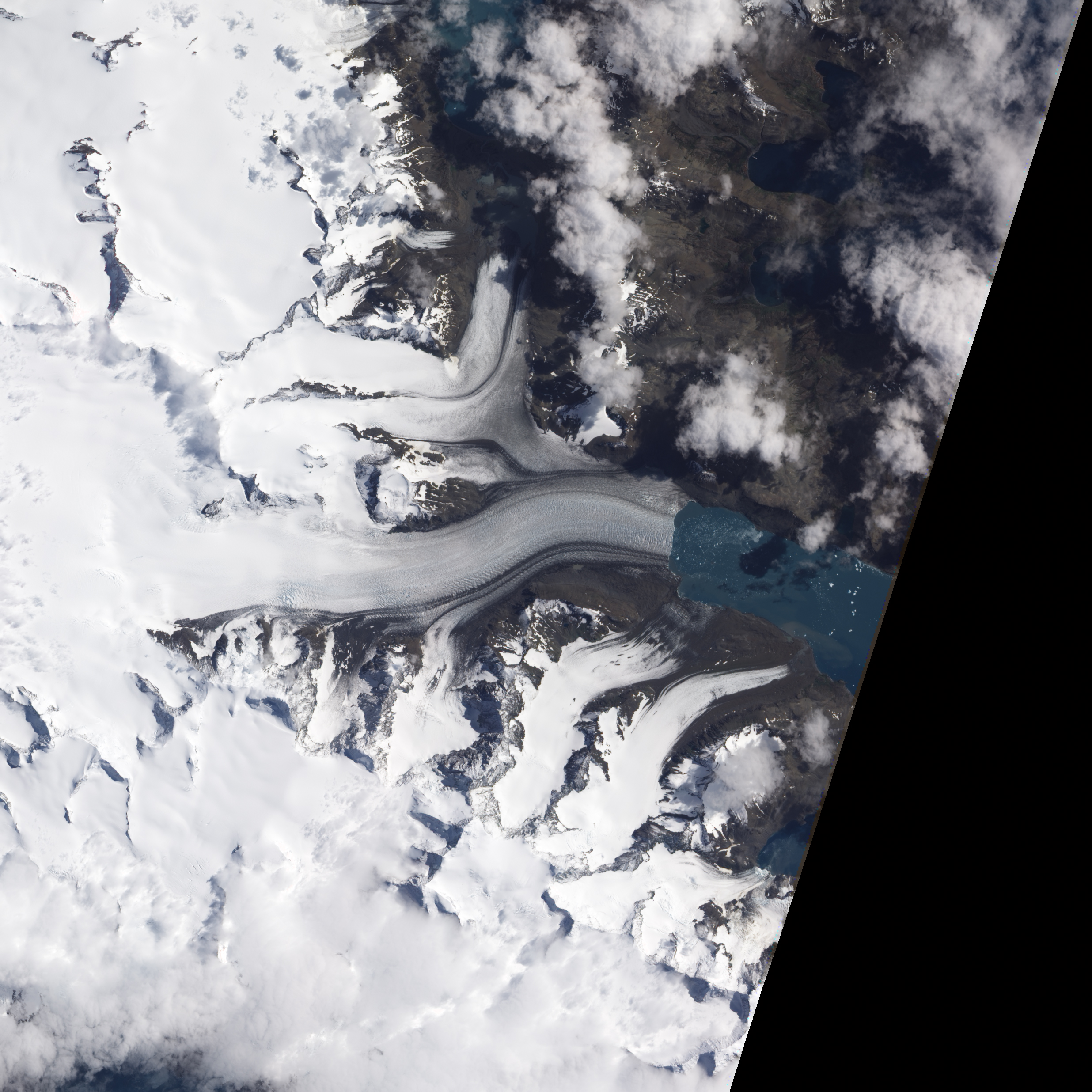
El glaciar en 2009.
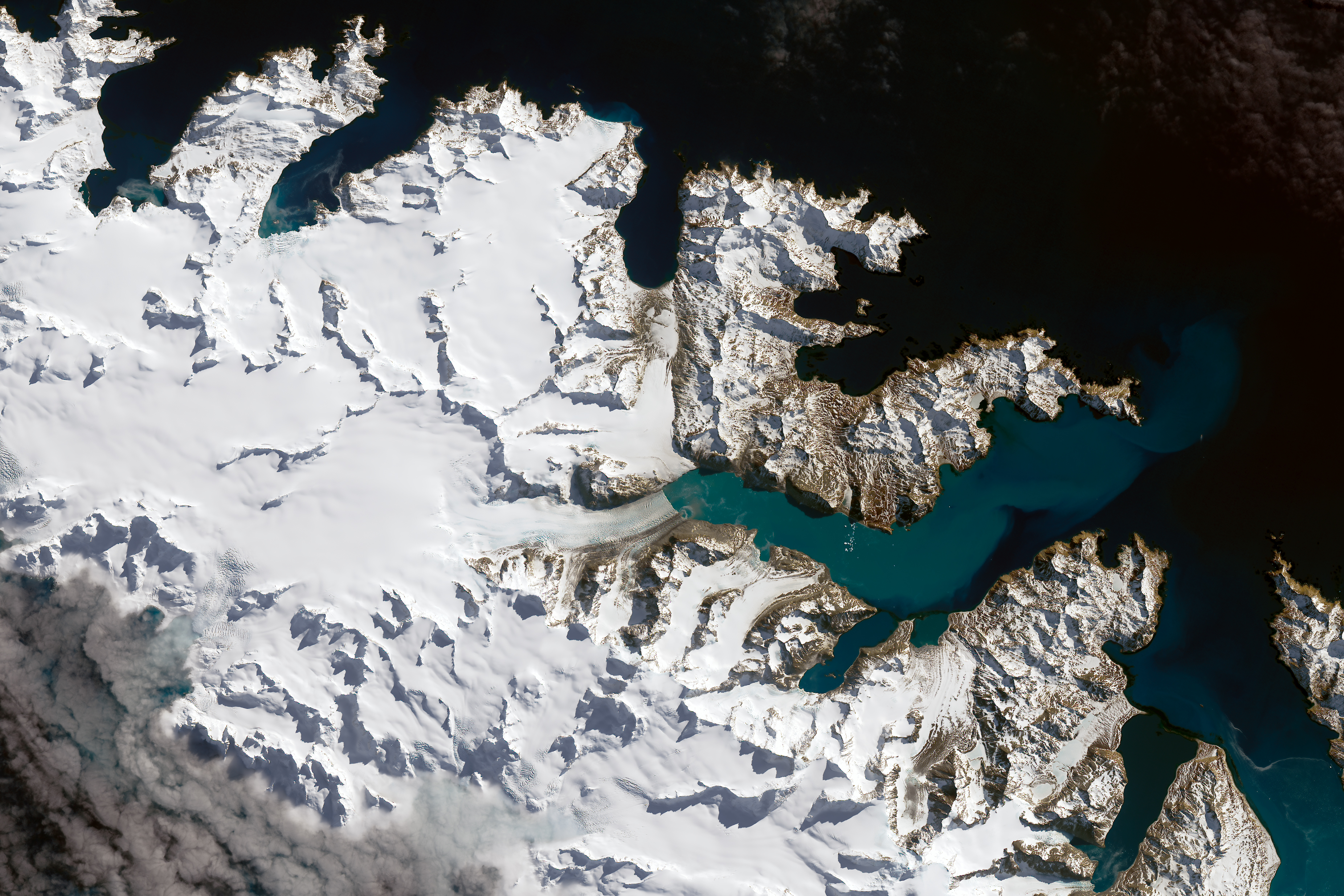
El glaciar en 2016, nótese su retroceso.
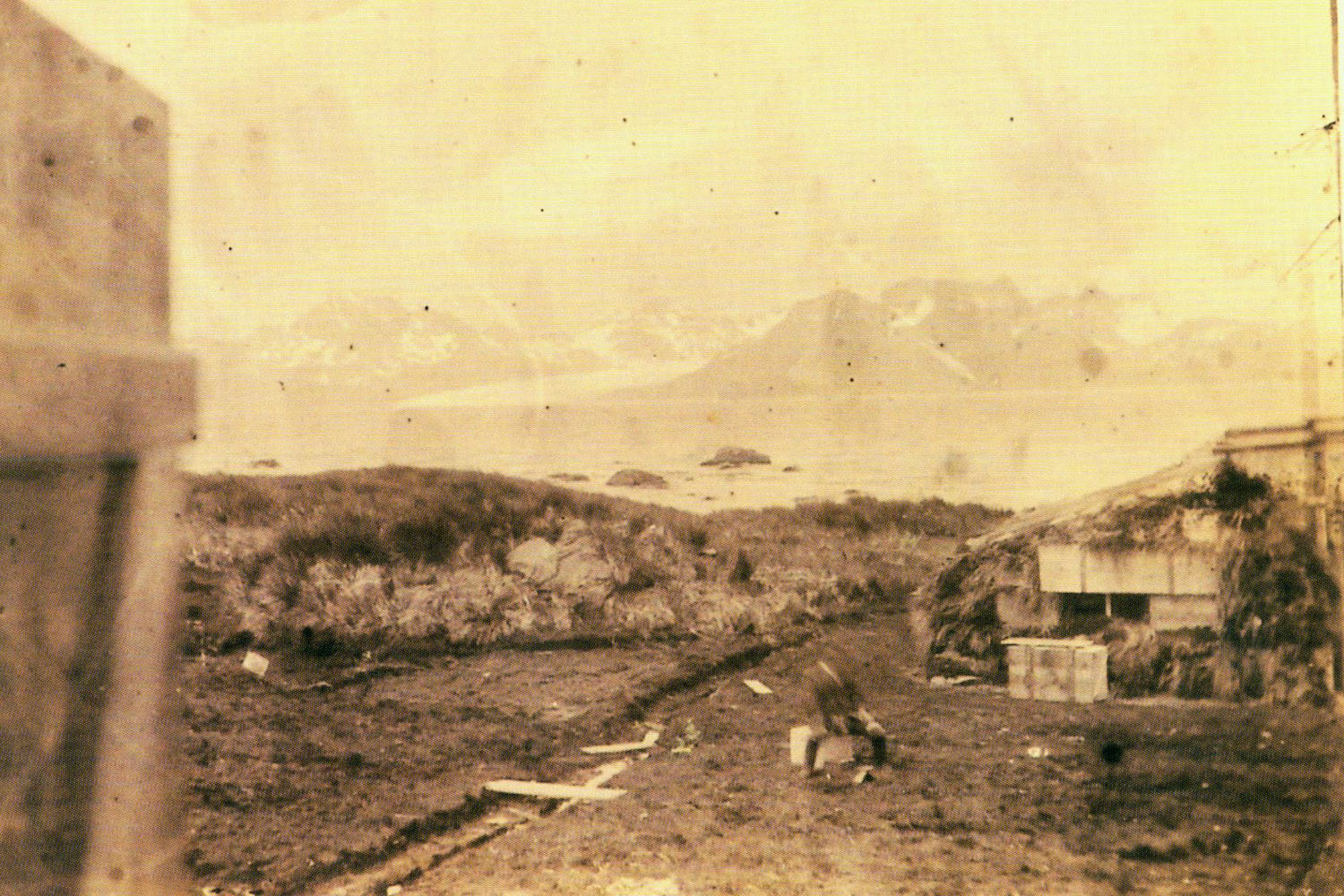
Visto desde la estación.